# 353 Ruperto-Carola
Ruperto-Carola (asteroide 353) é um asteroide da cintura principal, a 1,8283022 UA. Possui uma excentricidade de 0,3306954 e um período orbital de 1 649,04 dias (4,52 anos).
Ruperto-Carola tem uma velocidade orbital média de 18,02107404 km/s e uma inclinação de 5,71088º.
Esse asteroide foi descoberto em 16 de Janeiro de 1893 por Max Wolf.